# 米田町 (加古川市)
米田町（よねだちょう）は、加古川市の一地域である。1956年（昭和31年）、印南郡米田町のうち船頭、平津地区を編入した地域である。

## 地理
米田町は、東側は加古川を挟んで加古川町、南側は高砂市、北側は東神吉町と隣接している。大字として米田町船頭・米田町平津がある。人口は、2013年12月1日現在、5,929人（男2,775人、女3,121人）、面積は、3.41 km2 である。

## 歴史
米田町船頭は、1889年（明治22年）まで印南郡船頭村であった。第12代加古川城主糟谷武則の弟である糟谷武政が、大坂夏の陣の後、帰農した。当時加古川は、上流の益田で二つの流れに分かれており、船頭地区はその流れの間に位置していた。住民は主に、加古川を渡る旅人のための渡船業を営んでいた。江戸時代の治水事業により西側の流れがせき止められ、川跡は、開墾されたが、加古川に近いことからたびたび水害に悩まされ、農地開発は進まなかった。

米田町平津は、1889年（明治22年）まで印南郡平津村であった。名の由来は、その地にあった荘園の名による。1664年（寛文4年）、福正寺が創建された。

1889年（明治22年）に印南郡米田村の一部となった。1918年（大正7年）から加古川河川改修工事が開始され、1933年（昭和8年）に竣工した。1919年（大正8年）に日本毛織印南工場が操業を開始し、工場・社宅・休養施設が次々に建設された。1950年（昭和25年）10月6日、国民健康保険直営宝殿病院が開院した。1956年（昭和31年）9月18日に兵庫県合併審議会の裁定の結果、米田町の船頭・平津地区は、加古川市に編入された。1980年（昭和55年）4月1日、加古川夜間急病病院が、1995年（平成7年）4月、 加古川歯科保健センターに設立された。2006年（平成18年）にはロックタウン加古川が開業した。

## 小中学校
小学校
- 加古川市立川西小学校

中学校
- （本地域になし。当地区の中学生は加古川市立神吉中学校へ通学）

## 公共施設
- 加古川夜間急病病院
- 加古川歯科保健センター
- 加古川西市民センター

## 企業
- 日本毛織印南工場
- 加古川船頭郵便局
- 米田郵便局

## 商業施設
- ナフコ西加古川店
- マックスバリュ加古川西

## 寺社
- 福正寺 - 米田町平津にある浄土真宗本願寺派の寺院である。山号は松月山、本尊は阿弥陀如来である。1664年（寛文4年）創建された。

## 交通
鉄道
- JR西日本山陽本線宝殿駅

道路
- 国道2号
- 兵庫県道390号
- 兵庫県道391号
- 兵庫県道43号

## 出身著名人
- 平野庸脩（ひらのようさい） - 「播磨鑑」の著者